# Neoliner Origin
 (août 2024).
La mise en forme du texte ne suit pas les recommandations de Wikipédia : il faut le « wikifier ».
Les points d'amélioration suivants sont les cas les plus fréquents :
- Les titres sont pré-formatés par le logiciel. Ils ne sont ni en capitales, ni en gras.
- Le texte ne doit pas être écrit en capitales (les noms de famille non plus), ni en gras, ni en italique, ni en « petit »…
- Le gras n'est utilisé que pour surligner le titre de l'article dans l'introduction, une seule fois.
- L'italique est rarement utilisé : mots en langue étrangère, titres d'œuvres, noms de bateaux, etc.
- Les citations ne sont pas en italique mais en corps de texte normal. Elles sont entourées par des guillemets français : « et ».
- Les listes à puces sont à éviter, des paragraphes rédigés étant largement préférés. Les tableaux sont à réserver à la présentation de données structurées (résultats, etc.).
- Les appels de note de bas de page (petits chiffres en exposant, introduits par l'outil «  Source ») sont à placer entre la fin de phrase et le point final[comme ça].
- Les liens internes (vers d'autres articles de Wikipédia) sont à choisir avec parcimonie. Créez des liens vers des articles approfondissant le sujet. Les termes génériques sans rapport avec le sujet sont à éviter, ainsi que les répétitions de liens vers un même terme.
- Les liens externes sont à placer uniquement dans une section « Liens externes », à la fin de l'article. Ces liens sont à choisir avec parcimonie suivant les règles définies. Si un lien sert de source à l'article, son insertion dans le texte est à faire par les notes de bas de page.
- La présentation des références doit suivre les conventions bibliographiques. Il est recommandé d'utiliser les modèles {{Ouvrage}}, {{Chapitre}}, {{Article}}, {{Lien web}} et/ou {{Bibliographie}}. Le mode d'édition visuel peut mettre en forme automatiquement les références.
- Insérer une infobox (cadre d'informations à droite) n'est pas obligatoire pour parachever la mise en page.

Pour une aide détaillée, merci de consulter Aide:Wikification.
Si vous pensez que ces points ont été résolus, vous pouvez retirer ce bandeau et améliorer la mise en forme d'un autre article.
Neoliner Origin est un cargo roulier (RoRo) à propulsion principale vélique conçu pour le transport de marchandises. Ce projet de la société nantaise Neoline représente une avancée significative dans le domaine de la marine marchande, visant à réduire l'empreinte carbone du transport maritime.

## Historique
Ce projet est développé depuis 2011 par Jean Zanuttini et sa société Neoline.
La construction était prévue au départ par la société française Neopolia qui regrette de ne pas avoir été retenue alors qu'elle était prête et espère participer aux futurs projets de Neoline.
Le navire Neoliner Origin est construit par le chantier naval turc RMK Marine basé à Tuzla. La coque est mise sur cales pour finition en février 2024. Sa mise à l'eau a eu lieu le 31 janvier 2025.
Les premiers essais sous voiles se déroulent en mer de Marmara en juillet 2025,.
La mise en service est prévue en 2025.
La commande d'un deuxième navire est en projet.

## Conception et caractéristiques

### Caractéristiques techniques
Neoliner Origin est un navire hybride combinant l'énergie éolienne et des moteurs de propulsion plus conventionnels (MDO) sur une nouvelle ligne transatlantique reliant Montoir-de-Bretagne à Baltimore en passant par Saint-Pierre et Miquelon et Halifax. Il dispose de deux voiles Solid Sail (Chantiers de l'Atlantique) qui lui permettent de tirer profit des vents de l'Atlantique Nord pour réduire sa consommation de carburant. Neoliner Origin consommera 5 fois moins d'énergies fossiles qu'un cargo traditionnel de même taille.
- Longueur : 136 mètres
- Largeur : 24,2 mètres
- Tirant d'eau : 5,5 mètres (port) / 14 mètres (au large)
- Capacité de chargement (port en lourd) : 5 000 tonnes[1].
- Pont : 1200 mètres linéaires.
- Vitesse de croisière : 11 nœuds sous voiles, 14 nœuds avec moteurs

### Technologie
Le navire est équipé de voiles rigides Solid Sail en matériaux composites, optimisées pour capter un maximum de vent. Il utilise également des moteurs diesel-électriques pour les périodes de faible ou fort vent ainsi que pour les manœuvres de port.

### Écologie et durabilité
Neoliner Origin vise à réduire les émissions de CO2 de 80 % par rapport à un navire conventionnel de taille similaire. Cette performance est rendue possible grâce à l'utilisation des voiles et à une optimisation hydrodynamique de la coque.